# Maria Dominiani
Maria Dominiani, talvolta Mariuccia (Genova, 10 maggio 1913 – Roma, 10 dicembre 1993), è stata un'attrice italiana, attiva fino alla prima metà degli anni sessanta.

## Biografia
Esordisce sullo schermo nel film Joe il rosso diretto nel 1936 da Raffaello Matarazzo, nel quale ricopre il ruolo di Ziska, la "pupa del gangster".  L'anno successivo recita nel film Lasciate ogni speranza diretto da Gennaro Righelli, nella parte di Assunta.
Nel 1938 appare nel film Chi è più felice di me? diretto da Guido Brignone nel ruolo di Lily. Il 1939 è il suo anno più prolifico: prende infatti parte a ben quattro pellicole, tra cui Piccolo hotel di Piero Ballerini, presentato anche alla Mostra di Venezia nell'agosto di quello stesso anno.
Negli anni Quaranta appare in alcune pellicole, tra cui Finalmente soli di Giacomo Gentilomo del 1942 e Senza una donna di Alfredo Guarini nel 1943. Si dedica anche al teatro di varietà e alla rivista, partecipando tra l'altro, nel 1941, a È bello qualche volta andare a piedi di Michele Galdieri.
Nel periodo di breve, massimo successo dell'attrice, il quindicinale Cinema dedicò alla Dominiani la copertina del numero 121 del 10 luglio 1941. Nel 1944 viene incarcerata per alcuni mesi assieme alla poetessa e scrittrice Cornelia Tanzi, accusate di aver collaborato con i tedeschi durante il regime fascista, ma scarcerate perché non c'erano prove a loro carico.
Negli anni cinquanta si occupa di organizzare spettacoli teatrali, e prende anche parte, come soubrette, alla rivista Scale. Recita inoltre in ruoli minori in qualche film fino al 1961, anno in cui parteciperà al drammatico Giorno per giorno disperatamente di Alfredo Giannetti, ultima sua apparizione.

## Filmografia

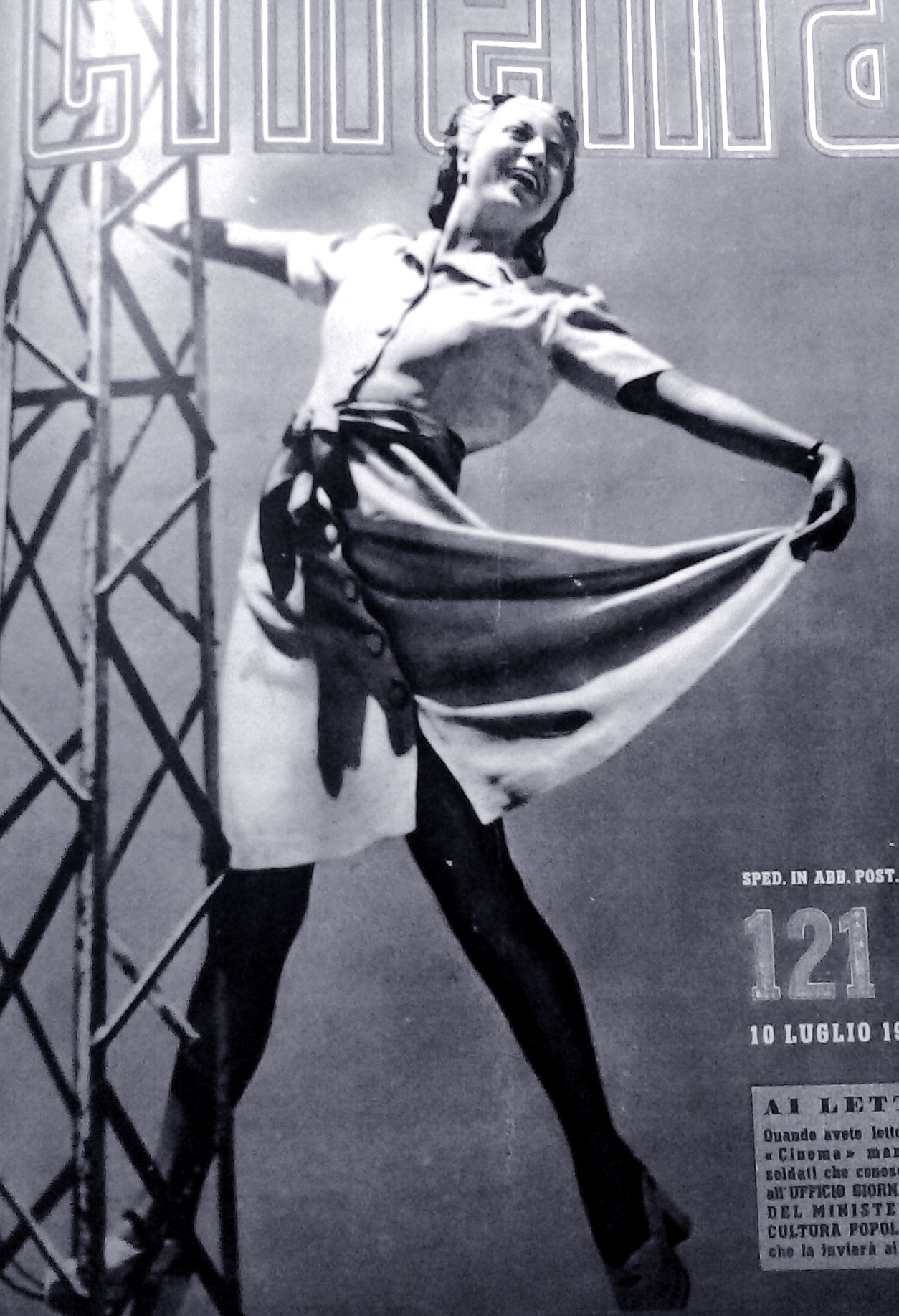
Maria Dominiani sulla copertina di Cinema 121 del 10 luglio 1941

- Joe il rosso, regia di Raffaello Matarazzo (1936)
- Ho perduto mio marito, regia di Enrico Guazzoni (1937)
- Lasciate ogni speranza, regia di Gennaro Righelli (1937)
- Chi è più felice di me!, regia di Guido Brignone (1938)
- L'allegro cantante, regia di Gennaro Righelli (1938)
- Eravamo sette vedove, regia di Mario Mattoli (1939)
- Il segreto inviolabile, regia di Julio De Fleischner (1939)
- Tre fratelli in gamba, regia di Alberto Salvi (1939)
- Piccolo hotel, regia di Piero Ballerini (1939)
- L'ispettore Vargas, regia di Gianni Franciolini (1940)
- L'uomo del romanzo, regia di Mario Bonnard (1940)
- Caravaggio, il pittore maledetto, regia di Goffredo Alessandrini (1941)
- È caduta una donna, regia di Alfredo Guarini (1941)
- Finalmente soli, regia di Giacomo Gentilomo (1942)
- Senza una donna, regia di Alfredo Guarini (1943)
- 11 uomini e un pallone, regia di Giorgio Simonelli (1948)
- La nave delle donne maledette, regia di Raffaello Matarazzo (1953)
- La prigioniera di Amalfi, regia di Giorgio Cristallini (1954)
- La sultana Safiyé, regia di Giuseppe Di Martino (1954)
- Giorno per giorno, disperatamente, regia di Alfredo Giannetti (1961)